# Mass Effect: Retribution
«Mass Effect: Відплата» (англ. Mass Effect: Retribution) — науково-фантастичний роман Дрю Карпишина (англ. Drew Karpyshyn), супутній до серії відеоігор Mass Effect.
Книга була анонсована 12 січня 2010 року й вийшла 31 липня того ж року. Сюжет оповідає про захоплення організацією «Цербер» зрадника Пола Грейсона для участі в експерименті з технологіями Женців. Калі Санерс та Девіду Андерсону доводиться зупинити створеного в результаті непереможного воїна.

## Сюжет
Лідер расистської організації «Цербер», Привид, перебуває на своїй секретній станції поблизу вмираючої зірки. Він отримує повідомлення від свого спецагента Кая Ленґа про те, що той знайшов зрадника-втікача — Пола Грейсона, який зірвав плани «Цербера» три роки тому. Привид задоволений новиною, він наказує схопити Пола живим і використати в експерименті з технологіями Женців, добутими з бази Колекціонерів.
В той час Грейсон працює на Арію Т'Лок, «королеву піратів» криміналізованої станції «Омега». Він з батаріанцем Санаком та коханкою-асарі Лісель отримує від Арії завдання. Банда «Кігті» поширює станцією наркотик «червоний пісок», на що Арія не давала дозволу. Але «червоний пісок» зберігається в квартирі самого Грейсона. Пол говорить Санаку з Лісель, що затримується, а сам телефонує Калі Сандерс, котра тренує дітей-біотиків у Гріссомівській академії. Він розпитує як справи його дочки, котра була залишена на Мігруючому флоті кваріанців. Калі рада почути знайомого, про якого давно не отримувала новин. Грейсон сам є наркоманом, хоч і утримується від тяги до «червоного піску». Він піднімається в нічний клуб «Потойбічне життя», де Арія нав'язує «Кігтям» свої умови продажу наркотику і ті неохоче погоджуються. Тим часом за ним слідкує Кай Ленґ.
«Цербер» сплановує підступну операцію із викрадення Пола. Агенти організації пробираються на святкування його дня народження, проносячи під виглядом подарунків рушниці з транквілізаторами. Коли той лишається з Лісель, агенти присипляють обох. Кай, що ненавидить іншопланетян, перерізає асарі горло, а Грейсона вивозить з «Омеги».
Калі отримує послання від Пола, в якому говориться, що коли вона чує його, отже Пола викрадено «Цербером». До послання прикріплено всю відому інформацію про «Цербер». Калі не впевнена чи можна довіряти цій інформації, тому спершу вирушає до Девіда Андерсона. Той попереджає, що агенти «Цербера» імовірно є серед вищих чинів Альянсу Систем і радить звернутися до туріанців, зокрема посла Орінії.
Пол отямлюється прикутим до операційного столу. Привид пояснює, що в його тіло буде введено нанароботів, створених на основі технологій Женців, які перебудують його тіло. Після операції той опиняється в камері та чує дивні голоси. Привид дає йому концентрований «червоний пісок», що придушує волю і прискорює вплив нанороботів. Врешті нанороботи захоплюють вплив не тільки над розумом Пола, а й рухами тіла. Кай отримує наказ прослідкувати за піддослідним і якщо він вийде з-під контролю — убити.
Але скоро станцію завдяки інформації, переданій Калі, знаходять туріанці й починають штурм. Привид з Каєм тікають, а туріанці визволяють полонених, над якими проводилися експерименти, в тому числі Пола. Але, насправді контрольовані програмами Женців, полонені раптово нападають і вбивають всіх туріанців, а їхній шаттл захоплюють. Пол, що отримав в ході штурму поранення, швидко лікується.
Не отримавши повідомлень від туріанців, Калі з Андерсоном самі вирушають на станцію. Вони знаходять численні секретні документи, коли несподівано прибувають асарі, послані розлюченою Арією. Вона прагне прагне помститися за зраду Грейсона і вбивство Лісель, що була її дочкою. Тим часом підконтрольні Женцям втікачі тримають курс до Гріссомівської академії. Кай обманює Калі з Андерсоном, назначаючи зустріч на «Омезі» і говорячи, що «Цербер» може повернути Пола до нормального стану. Насправді ж він лише бажає знайти Пола та знищити його. Вони зустрічаються, та саме наближається туріанський патруль і Андерсон, користуючись нагодою, оглушує Кая і бере його в полон.
Пол сходить з шаттла на Гріссомівській академії, вдаючи що прибув за запрошенням Калі. Він вбиває охорону, зламує комп'ютери і починає передавати дані з академії Женцям, що вже перебувають на шляху до Чумацького Шляху. Калі з Андерсоном і зв'язаним Каєм, розуміючи яку загрозу становлять поневолені Женцями люди, переслідують шаттл і згодом самі прилітають до академії. Кай тікає і отримує допомогу від біотика Ніка, що хоче показати свої сили. В коридорах Андерсон і Кай стикаються з Грейсоном і в бою долають його. Андерсон мусить обрати: захопити Ленґа чи допомогти пораненому Ніку. Він знаходить третій вихід — зупиняє Ленґа пострілом в ногу і вирушає на допомогу Ніку. Кай однак все-одно доповзає до шаттла, відлітає і доповідає про все Привиду.
Андерсон планує взятися за вивчення останків Пола і запрошує Калі приєднатися до його досліджень. Привид же переконаний, що зараження Пола нанороботами дало чимало цінних відомостей щодо Женців. Він відкупляється від Арії та отримує назад дані зі своєї станції, знаючи, що скоро вони дуже знадобляться, адже Женці вже йдуть.